# Asthenia strigaria
Asthenia strigaria är en fjärilsart som beskrevs av Herrich-Schäffer 1856. Asthenia strigaria ingår i släktet Asthenia och familjen påfågelsspinnare. Inga underarter finns listade i Catalogue of Life.